# 300-km-Rennen von Imola 1972

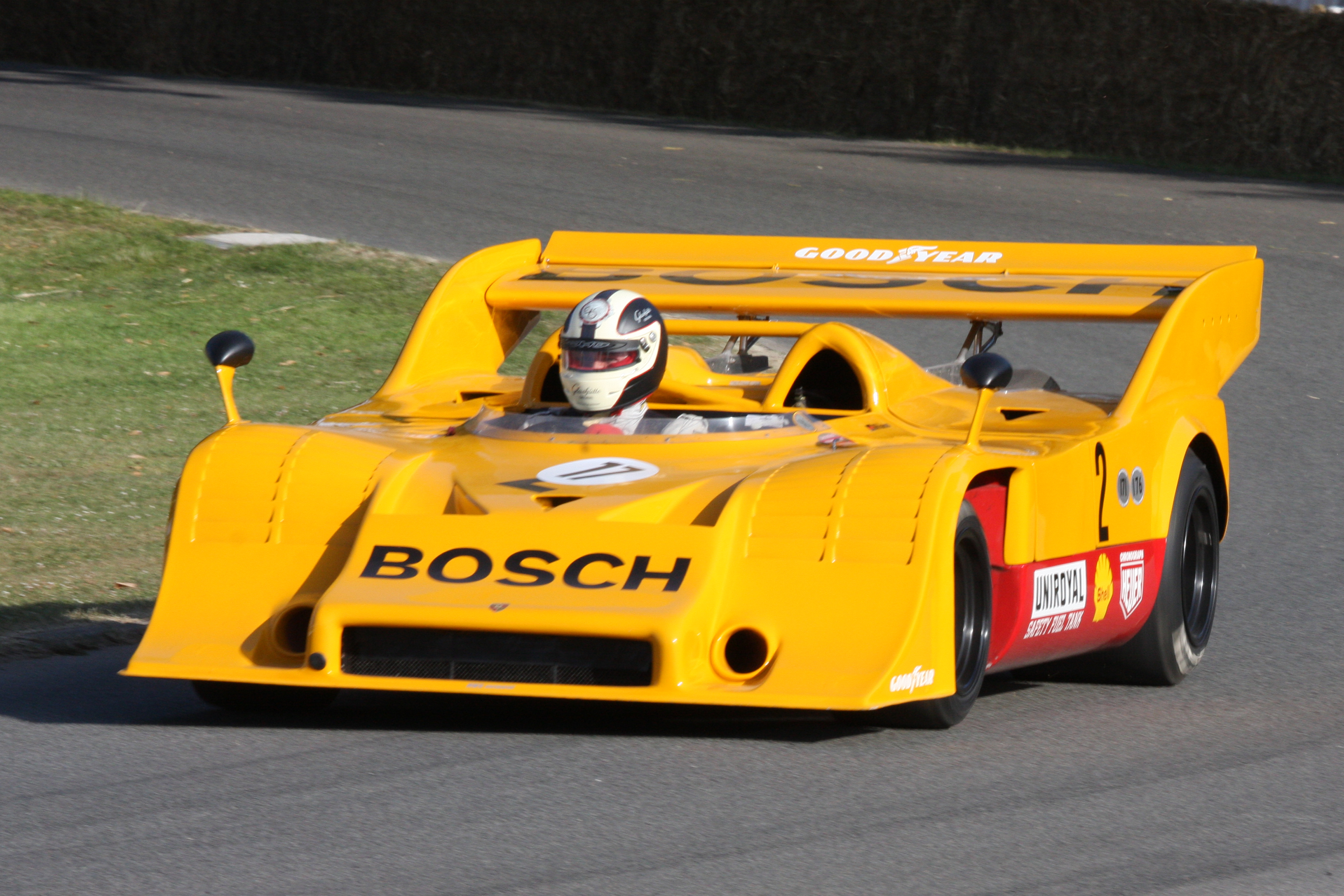
Willi Kauhsens Porsche 917/10

Das 300-km-Rennen von Imola 1972, auch Coppa d’Oro Shell, Imola, fand am 1. Mai auf dem Autodromo Enzo e Dino Ferrari statt und war der zweite Wertungslauf der Interserie dieses Jahres.

## Das Rennen
Die Coppa d’Oro war die zweite Rennveranstaltung der dritten Saison der Interserie. Das Rennen hatte zwei Wertungsläufe über jeweils 30 Runden, wodurch die Gesamtdistanz 301,080 Kilometer betrug. Der erste Lauf endete mit dem ersten Rang von Willi Kauhsen im Porsche 917/10. Den zweiten Wertungslauf gewann Helmut Marko im Werks-BRM P167, der im ersten Lauf nach 14 Runden an die Boxen gekommen war, weil sich Querstreben der Vorderradaufhängung gelockert hatten. Marko wurde in der Addition der beiden Rennen noch als Siebter gewertet. Gesamtsieger wurde Willi Kauhsen vor Helmut Kelleners, der einen McLaren M8F fuhr.

## Ergebnisse

### Schlussklassement
| 1               | Gruppe 7 | 11 | Willi Kauhsen Racing Team      | Willi Kauhsen    | Porsche 917/10      | 60 |
| 2               | Gruppe 7 | 8  | Felder Racing Team             | Helmut Kelleners | McLaren M8F         | 60 |
| 3               | Gruppe 7 | 17 | Boeri Sport Helmet Racing Team | Ernst Kraus      | Porsche 917 Spyder  | 59 |
| 4               | Gruppe 7 | 40 | Autodelta Spa                  | Nanni Galli      | Alfa Romeo T33/TT/3 | 59 |
| 5               | Gruppe 7 | 10 | Gelo Racing Team               | Georg Loos       | McLaren M8E         | 59 |
| 6               | Gruppe 7 | 41 | Reinhold Joest                 | Reinhold Joest   | Porsche 908/03      | 59 |
| 7               | Gruppe 7 | 16 | Alcan Team BRM                 | Helmut Marko     | BRM P167            | 44 |
| 8               | Gruppe 7 | 27 | Wiedmer Racing Team            | Hans Wiedmer     | McLaren M8E         |    |
| 9               | Gruppe 7 |    | Bernd Seidler                  | Bernd Seidler    | McLaren M8E         |    |
| 10              | Gruppe 7 | 10 | Gelo Racing Team               | Franz Pesch      | McLaren M8F         |    |
| 11              | Gruppe 7 | 26 | Egmont Dursch                  | Egmont Dursch    | Lola Spezial        |    |
| Ausgefallen     |          |    |                                |                  |                     |    |
| 12              | Gruppe 7 | 18 | Brescia Corse                  | Mario Casoni     | Lola T222           | 15 |
| 13              | Gruppe 7 | 1  | Racing Team A.A.W.             | Leo Kinnunen     | Porsche 917/10      | 13 |
| 14              | Gruppe 7 | 19 | AMG Ingenieurbüro              | Hans Heyer       | McLaren M8F         | 7  |
| 15              | Gruppe 7 | 36 | Racing Team VDS                | Teddy Pilette    | McLaren M8E         | 4  |
| 16              | Gruppe 7 |    | Stefan Sklenar                 | Stefan Sklenar   | March 717           |    |
| 17              | Gruppe 7 | 31 | A. G. Dean                     | Eris Tondelli    | McLaren M8D         |    |
| Nicht gestartet |          |    |                                |                  |                     |    |
| 18              | Gruppe 7 |    | Régis Fraissinet               | Régis Fraissinet | Lola T222           | 1  |
| 19              | Gruppe 7 |    | Vittorio Mascari               | Vittorio Mascari | Porsche 906         | 2  |
| 20              | Gruppe 7 |    | Ecurie Bonnier                 | Jo Bonnier       | Lola T280           | 3  |

1 nicht gestartet
2 nicht gestartet
3 nicht gestartet

### Nur in der Meldeliste
Zu diesem Rennen sind keine weiteren Meldungen bekannt.

### Klassensieger
| Klasse   | Fahrer        | Fahrzeug       | Platzierung im Gesamtklassement |
| -------- | ------------- | -------------- | ------------------------------- |
| Gruppe 7 | Willi Kauhsen | Porsche 917/10 | Gesamtsieg                      |

### Renndaten
- Gemeldet: 20
- Gestartet: 17
- Gewertet: 11
- Rennklassen: 1
- Zuschauer: unbekannt
- Wetter am Renntag: unbekannt
- Streckenlänge: 5,018 km
- Fahrzeit des Siegerteams: 1:33:02,100 Stunden
- Gesamtrunden des Siegerteams: 60
- Gesamtdistanz des Siegerteams: 301,080 km
- Siegerschnitt: 194,166 km/h
- Pole Position: Helmut Kellerners – McLaren M8F (#8) – 1:27,890
- Schnellste Rennrunde: Helmut Marko – BRM P167 (#16) – 1:27,700 = 205,984 km/h
- Rennserie: 2. Lauf zur Interserie 1972